# Gnaphalopoda seriata
Gnaphalopoda seriata är en skalbaggsart som beskrevs av Fauvel 1903. Gnaphalopoda seriata ingår i släktet Gnaphalopoda och familjen Melolonthidae. Inga underarter finns listade i Catalogue of Life.